# Michaela Pešková
Michaela Pešková (* 22. Oktober 1997) ist eine slowakische Hürdenläuferin, die sich auf die 400-Meter-Distanz spezialisiert hat.

## Sportliche Laufbahn
Erste internationale Erfahrungen sammelte Michaela Pešková im Jahr 2013, als sie beim Europäischen Olympischen Jugendfestival in Utrecht in 60,68 s die Silbermedaille im Hürdenlauf gewann und mit der slowakischen 4-mal-100-Meter-Staffel mit 47,81 s im Vorlauf ausschied. Im Jahr darauf qualifizierte sie sich für die Teilnahme an den Olympischen Jugendspielen in Nanjing, bei denen sie in 58,26 s ebenfalls die Silbermedaille gewann. 2015 belegte sie bei den Junioreneuropameisterschaften in Eskilstuna in 59,50 s den sechsten Platz und bei den Leichtathletik-U20-Weltmeisterschaften 2016 in Bydgoszcz wurde sie in 58,17 s Fünfte. 2019 schied sie bei den U23-Europameisterschaften in Gävle mit 59,72 s in der ersten Runde aus und belegte mit der 4-mal-400-Meter-Staffel in 3:46,26 min den sechsten Platz.
2015 wurde Pešková slowakische Meisterin im 400-Meter-Hürdenlauf.

## Persönliche Bestzeiten
- 400 m Hürden: 57,46 s, 24. Mai 2019 in Sacramento